# 米格尔·古铁雷斯 (1931年)
米格尔·古铁雷斯（西班牙語：Miguel Gutiérrez，1931年5月7日—2016年2月1日），墨西哥男子足球运动员，司职前锋。他曾代表墨西哥国家队参加1958年国际足联世界杯，结果队伍止步小组赛阶段。